# Hochbunker Sonnwendjochstraße

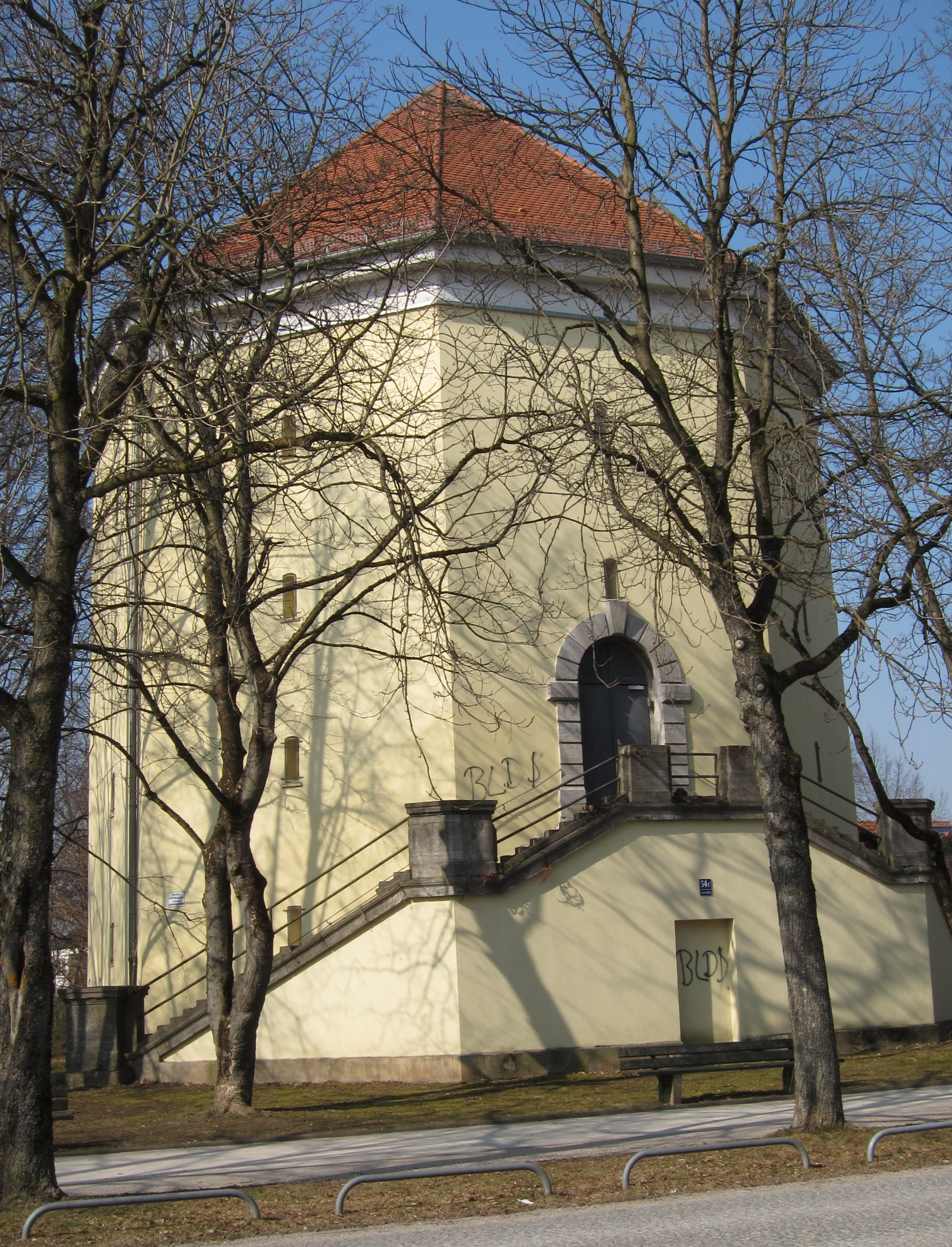
Hochbunker Sonnwendjochstraße

Der Hochbunker Sonnwendjochstraße ist ein von Karl Meitinger errichteter, freistehender Hochbunker, der 1941 nach Plänen des städtischen Hochbauamtes als Luftschutzbau Nr. 7 im Münchner Stadtbezirk Berg am Laim errichtet wurde. Das Gebäude gehört der Landeshauptstadt München und steht seit 1994 unter Denkmalschutz.

## Beschreibung
Der viergeschossige Turmbau in der Sonnwendjochstraße 54c in Berg am Laim verfügt über einen achteckigen Grundriss, über ein Zeltdach und über eine monumentale Freitreppe. Der Architekt war der Stadtbaurat Karl Meitinger. Auf dem Dach befand sich ehemals ein Flakgeschütz, während das Ziegeldach erst nachträglich aufgesetzt wurde. Ein Ofen befindet sich im Keller des Bunkers. Innen ist das Gebäude mit Wegweisern versehen. Statt Fenstern gibt es kleine Lüftungsscharten, die innerhalb eines zwei Meter dicken Stahlbetonmauerwerks im rechten Winkel ums Eck gehen. Durch diese Konstruktion sollten Druckwellen von Bomben gebrochen werden.

## Geschichte
Der Bunker wurde als Schutzraum bei Bombenalarm im Zweiten Weltkrieg konzipiert und war für 300 Menschen ausgelegt. In Bombennächten wurde der Bunker jedoch von bis zu 1000 Menschen genutzt. Seit 1994 steht das Gebäude unter Denkmalschutz, da es Vorbereitungs- und Legitimitionsbemühungen der Nationalsozialisten im Vorfeld des geplanten Luftkrieges dokumentiert.
1995 sollte das Gebäude zu Wohnzwecken saniert werden. Während sich der Münchner Stadtrat für eine entsprechende Sanierung aussprach, war der Bezirksausschuss von Berg am Laim dagegen. Stattdessen plädierte das Stadtteilparlament, den Hochbunker für kulturelle oder bürgerschaftliche Nutzung zur Verfügung zu stellen, da ein Hochbunker mit seinen dicken Wänden und schmalen Fenstern zum Wohnen ungeeignet ist. Infolge des Tages des offenen Denkmals im Jahr 2013, bei dem es mit rund 1000 Besuchern zu einem unerwartet hohen Andrang kam, wurden Bestrebungen wach, den Hochbunker wieder häufiger für die Öffentlichkeit zugänglich zu machen.
Im Jahr 2016 plante das Kommunalreferat, das ungenutzte Gebäude an ein Unternehmen zu vermieten, das in den Räumen mit Hilfe von Kunstlicht medizinisch nutzbare Pflanzen züchten wollte. Kritik kam vom Berg am Laimer Bezirksausschuss, der in der kommerziellen Vermietung den künftigen Zugang für die Öffentlichkeit verwehrt sah. Er präferierte eine Vermietung an Höhlenforscher. Das Kommunalreferat lehnte dies jedoch mit der Begründung ab, dass städtische Immobilien nicht unter dem eigenen Wert vermietet werden dürfen. Damit ist ein öffentlicher Zugang in den Hochbunker nicht mehr möglich.